# Fígols
Fígols – miejscowość w Hiszpanii, w Katalonii, w prowincji Barcelona, w comarce Berguedà.

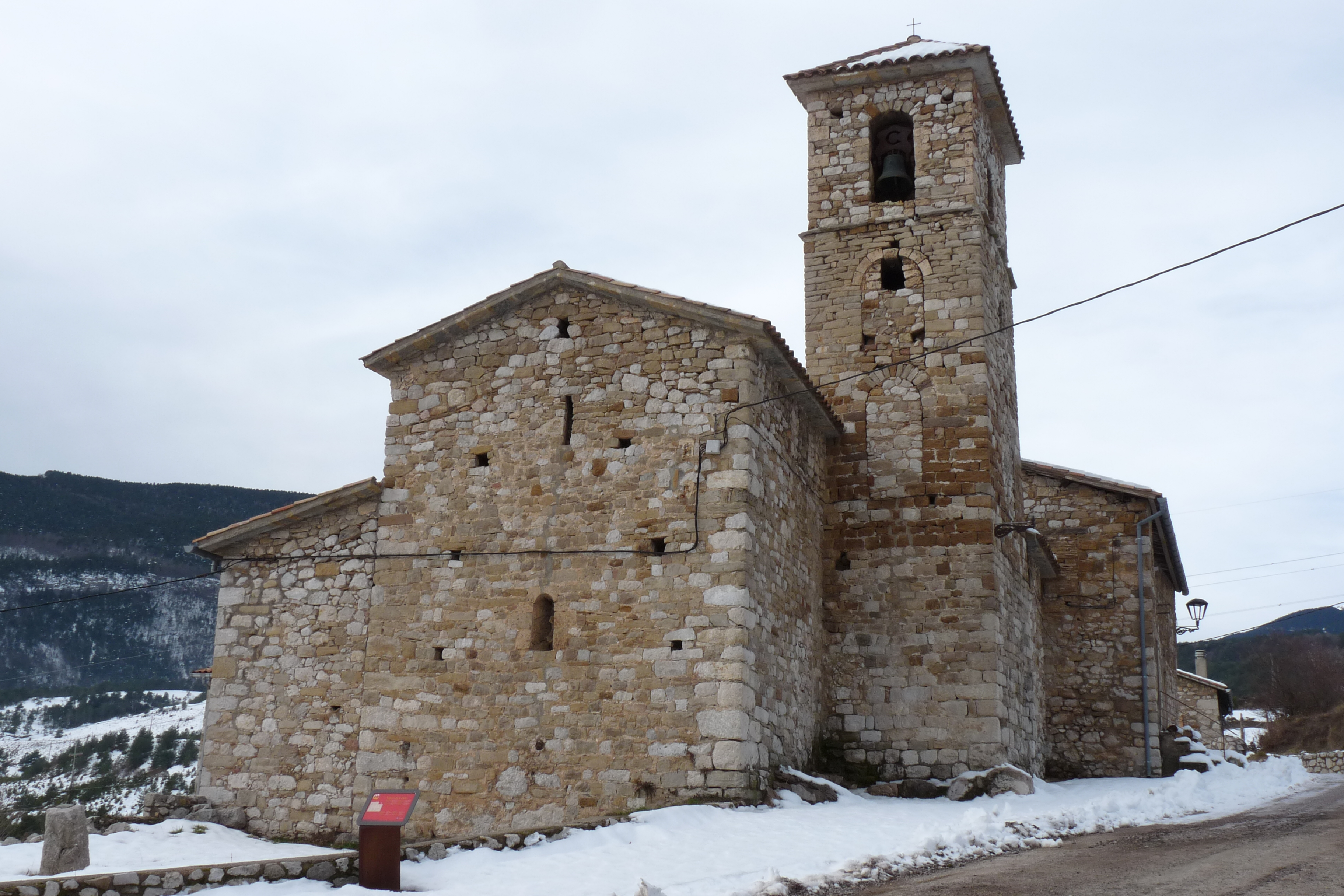
Santa Cecília

Według danych INE z 2022 roku miejscowość zamieszkiwało 45 osób.